# Bloischdorf
Bloischdorf (in basso sorabo Błobošojce) è una frazione del comune tedesco di Felixsee, nel Land del Brandeburgo.

## Storia
Il 31 dicembre 2011 il comune di Bloischdorf venne fuso con i comuni di Bohsdorf, Friedrichshain e Klein Loitz, formando il nuovo comune di Felixsee.